# Shahram Nazeri

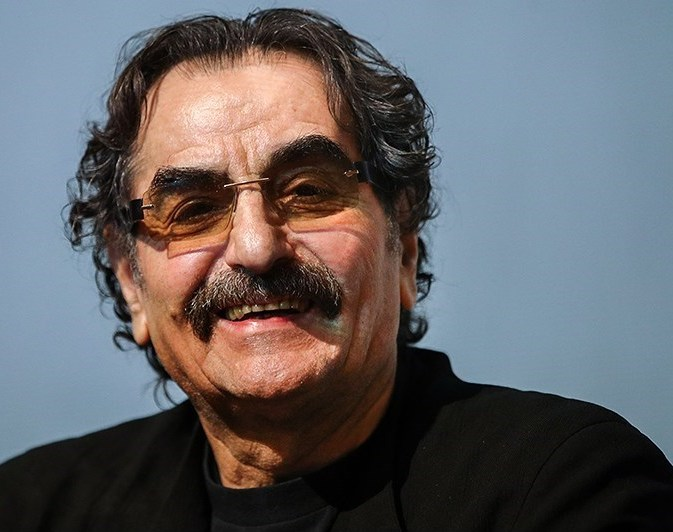
Shahram Nazeri, 2017

Shahram Nazeri (persisch شهرام ناظری Schahram Naseri, DMG Šahrām-e Nāẓerī; * 18. Februar 1950 in Kermānschāh) ist ein kurdisch-iranischer Sänger und Komponist.

## Leben
Nazeri wurde bereits als Kind von seinem Vater, der selbst Sänger und Setar-Spieler war, an die klassische persische Musik herangeführt. Im Alter von elf Jahren trat er zum ersten Mal im lokalen Rundfunk seiner Heimatstadt auf. Später studierte er in Teheran klassischen persischen Gesang bei Abdollah Davami, Abdol Ali Vaziri, Nourali Boroumand und Mahmoud Karimi sowie Setar bei Ahmad Ebādi, Gholam Hossein Bigjekhani und Jalal Zolfonoun. Nach der Islamischen Revolution trat er ab den 1980er Jahren als bedeutender Interpret der klassischen persischen Dichtkunst, darunter vor allem von Gedichten des persischen Sufi-Mystikers Rumi, in Erscheinung. Im Gegensatz zu vielen anderen Künstlern verließ er sein Heimatland nicht und wurde dort einer der erfolgreichsten Sänger der klassischen persischen, aber auch der kurdischen Musik.
International trat Nazeri unter anderem beim Festival in Aix-en-Provence, dem Festival von Avignon, dem Roma Europa Festival, dem São Paulo Music Festival und dem Fes Festival of World Sacred Music in Marokko, dem Sommerfestival in Tokio, dem Beiteddine Festival im Libanon und der Festa del Popolo in Italien, am Theàtre de la Ville in Paris, dem Kodak Theatre in Los Angeles und in der Royal Albert Hall, bei der Asia Society, dem World Music Institute und der Brooklyn Academy of Music in New York auf.
Seit Beginn der 2000er Jahre arbeitet er auch mit seinem Sohn, dem Sänger und Komponisten Hafez Nazeri zusammen. In den Jahren 2005 bis 2006 unternahm er unter dem Titel In the Path of Rumi mit ihm und seinem Ensemble eine sehr erfolgreiche Konzerttournee durch Nordamerika. Insgesamt veröffentlichte Nazeri mehr als vierzig Alben, überwiegend mit Vertonungen von Gedichten Rumis. Das Album „Gol-e sad barg“ (Die einhundertblättrige Blume), das er zum 800. Geburtstag Rumis aufnahm, wurde eines der meistverkauften in der Geschichte Irans.
Das iranische Kultusministerium ehrte Nazeri als besten Sänger der klassischen persischen und Sufi-Musik. Die Universität von Kalifornien verlieh ihm den Living Legend Award und die Vereinten Nationen würdigten seine Verdienste um die Wiederbelebung der klassischen persischen und kurdischen Musik. 2007 wurde er für sein Lebenswerk als Chevalier des Arts et des Lettres ausgezeichnet.